# Wanne
Wanne è un quartiere (Stadtteil) di Herne, appartenente al distretto urbano (Stadtbezirk) omonimo.